# エドムンド・ボーフォート (第2代サマセット公)
第2代サマセット公エドムンド・ボーフォート（Edmund Beaufort, 2nd Duke of Somerset, KG, 1406年 - 1455年5月22日）は、15世紀イングランドの貴族であり、百年戦争・薔薇戦争における重要人物である。サマセット伯ジョン・ボーフォートとケント伯トマス・ホランドの娘マーガレットの3男でヘンリー・ボーフォート、ジョン・ボーフォートの弟。ヘンリー4世の甥、ヘンリー5世の従弟に当たる。従甥に当たるヘンリー6世の側近として権勢を振るったが、周囲の反発を招き薔薇戦争を勃発させた。

## 生涯
若くしてランカスター朝イングランドの駐フランス軍の指揮官となり、1436年にアルフルールの奪還に成功するとガーター勲章を受勲、次の勲功で1442年にはドーセット伯に、翌1443年にはドーセット侯に列せられた。さらに翌1444年、急死した次兄ジョンの後を継いで第4代サマセット伯になった。同年から1449年の停戦期は駐仏軍の副司令官を務め、1448年に公爵とされサマセット公に叙せられた。これらの栄典はヘンリー6世の侍従長で政権の首班でもあるサフォーク公ウィリアム・ド・ラ・ポールと、その背後にいる叔父のヘンリー・ボーフォート枢機卿の工作があったとされる。
しかし1449年3月にフージェールをフランスから奪ったことが災いして7月に再戦、フランス軍の報復行動になす術もなくフージェールとノルマンディーの大半を奪回され、守備していたルーアンもフランス軍に包囲され、11月4日に開城してカーンへ退去した。この損失はサフォーク公の失脚をもたらした（その後暗殺）。イングランド軍は以後もフランス軍に対抗出来ない状況であり、1450年4月15日にイングランド軍はフォルミニーの戦いで大敗、サマセット公は7月にカーンを明け渡しイングランドへ帰国、8月12日にノルマンディーはフランスに完全に制圧された。
帰国後はサフォーク公に代わってヘンリー6世の助言者としての地位を得たが、ジャック・ケイドの反乱を経てヨーク公リチャードがサフォーク公以降の側近政治を批判、サマセット公を槍玉に挙げて政治改革を要求して来た。サマセット公はこうした事態を切り抜けるためヘンリー6世と王妃マーガレットの好意に縋り、宮廷の支持を背景にしてヨーク公の要求を退け、国王夫妻の信任を得て専制体制を築いた。だが大陸での劣勢は覆せず、1453年にはカスティヨンの戦いで再び敗北、カレーを除いて大陸領を全て失い敗戦を迎えた。
その後間もなくヘンリー6世は神経衰弱に陥り、1454年に政敵であったヨーク公が護国卿に任命され、後ろ盾を失ったサマセット公はロンドン塔に投獄されたが、翌1455年にヘンリー6世が回復したことで解放され、反対にヨーク公は護国卿を罷免された。サマセット公が復帰したためヨーク派はランカスター派と軍事衝突、サマセット公はヨーク派で政敵のウォリック伯リチャード・ネヴィルの奇襲を受け戦死した（第一次セント・オールバンズの戦い）。これが薔薇戦争の発端である。
公位は長男のヘンリーと次男のエドムンドに引き継がれたが、それぞれ1464年と1471年に戦死したためボーフォート家は断絶した。但し、次兄ジョンの娘で姪マーガレットが産んだ大甥ヘンリー7世が1485年に薔薇戦争を終わらせイングランド王に即位、血統はテューダー朝に受け継がれた。また、ヘンリーの庶子で孫のチャールズ・サマセットはヘンリー8世にウスター伯に叙爵され、子孫はボーフォート公となり存続していった。

## 家族
1431年から1435年の間にエレノア・ビーチャム（ウォリック伯リチャード・ド・ビーチャムと最初の妻エリザベス・バークリーの娘）と無許可のうちに結婚している。エレノアはウォリック伯リチャード・ネヴィルの妻アン・ビーチャムの異母姉でイザベル・ネヴィル・アン・ネヴィル姉妹の伯母に当たり、トマス・ドゥ・ロス（ロス男爵）の未亡人でもある。
後に1438年5月7日に許可が下り正式に結婚、下記の子供たちをもうけている。
- エレノア（1431年 - 1501年） - 最初にオーモンド伯ジェームズ・バトラーと、次にロバート・スペンサー卿と結婚。
- エリザベス（? - 1472年以前） - 騎士ヘンリー・フィッツ・ルイスと結婚。
- ヘンリー（1436年 - 1464年） - 第3代サマセット公、ヘクサムの戦いで敗北、処刑。
- マーガレット（1439年以前 - 1474年） - 最初にスタフォード伯ハンフリー・スタフォード（初代バッキンガム公ハンフリー・スタフォードの息子）と結婚して第2代バッキンガム公ヘンリー・スタフォードを生む。次にリチャード・ダレル卿と結婚する。同名でヘンリー7世の母マーガレット・ボーフォートは従妹。
- エドムンド（1439年頃 - 1471年） - 第4代サマセット公、テュークスベリーの戦いで戦死。
- アン（1453年頃 - 1496年） - ウィリアム・パストンと結婚。
- ジョン（1455年頃 - 1471年） - ドーセット侯、テュークスベリーの戦いで戦死。
- ジョウン（? - 1518年） - 最初にロバート・ローレンスと結婚、次にリチャード・フライと結婚。
- トマス（1455年頃 - 1463年頃）